# Maximilian Diesenberger
Maximilian Diesenberger (* 1969) ist ein österreichischer Historiker. 

## Leben
Er studierte von 1988 bis 1994 Geschichte und die Fächerkombination Historische Hilfswissenschaften in Wien. Von 1996 bis 1998 absolvierte er den Ausbildungskurs des Instituts für Österreichische Geschichtsforschung, wo er im Juni 1998 die Staatsprüfung ablegte und den Master of Advanced Studies erwarb. Seit 1997 ist er Mitarbeiter am Institut für Mittelalterforschung der Österreichischen Akademie der Wissenschaften. Nach der Promotion zum Dr. phil. 2001 ist er seit 2003 Lektor an der Universität Wien. Seit 2008 ist er Arbeitsgruppenleiter für Frühmittelalterforschung. Nach der Habilitation 2011 an der Universität Wien für Mittelalterliche Geschichte und historische Hilfswissenschaften mit der Habilitationsschrift Sermones. Predigt und Politik im frühmittelalterlichen Bayern vertrat er im Sommersemester 2011 Stefan Esders auf einem Lehrstuhl der Freien Universität Berlin. Im Sommersemester 2012 lehrte er als Gastprofessor an der Universität Wien am Lehrstuhl Walter Pohls. Von 2012 bis 2016 leitete er das FWF-Projekt 24045 The Eastern Alps revisited: Kontinuität und Wandel von Spätantike zum Mittelalter und von 2013 bis 2016 das Projekt 25175 Das columbanische Netzwerk: Identitäten der Eliten und christliche Gemeinschaften. Seit 2015 leitet er die Abteilung Historische Identitätsforschung und im Wintersemester 2016 lehrte er als Gastprofessor für Historisch-Kulturwissenschaftliche Europaforschung an der Universität Wien am Lehrstuhl Wolfgang Schmales.
Seine Forschungsschwerpunkte sind historische Identitätsforschung, Solidarität und sozialer Zusammenhalt, Kultur-, Sozial- und Religionsgeschichte des Mittelalters, Hagiographie, Sermones und ihre Überlieferung, historische Hilfswissenschaften und europäische Geschichte.

## Schriften (Auswahl)
- als Herausgeber mit Walter Pohl: Eugippius und Severin – Der Autor, der Text und der Heilige (= Forschungen zur Geschichte des Mittelalters. Band 2) (= Denkschriften. Österreichische Akademie der Wissenschaften. Philosophisch-Historische Klasse. Band 297). Verlag der Österreichischen Akademie der Wissenschaften, Wien 2001, ISBN 3-7001-3019-8.
- als Herausgeber mit Walter Pohl: Integration und Herrschaft. Ethnische Identitäten und soziale Organisation im Frühmittelalter (= Forschungen zur Geschichte des Mittelalters. Band 3) (= Denkschriften. Österreichische Akademie der Wissenschaften. Philosophisch-Historische Klasse. Band 301). Verlag der Österreichischen Akademie der Wissenschaften, Wien 2002, ISBN 3-7001-3040-6.
- als Herausgeber mit Richard Corradini und Meta Niederkorn-Bruck: Zwischen Niederschrift und Wiederschrift. Frühmittelalterliche Hagiographie und Historiographie im Spannungsfeld von Kompendienüberlieferung und Editionstechnik (= Forschungen zur Geschichte des Mittelalters. Band 18) (= Denkschriften. Österreichische Akademie der Wissenschaften. Philosophisch-Historische Klasse. Band 406). Verlag der Österreichischen Akademie der Wissenschaften, Wien 2010, ISBN 978-3-7001-3927-0.
- als Herausgeber mit Yitzhak Hen und Marianne Pollheimer: Sermo doctorum. Compilers, Preachers, and their Audiences in the Early Medieval West (= Sermo. Band 9). Brepols, Turnhout 2013, ISBN 978-2-503-53515-9.
- Predigt und Politik im frühmittelalterlichen Bayern. Arn von Salzburg, Karl der Große und die Salzburger Sermones-Sammlung (= Millennium-Studien. Band 58). De Gruyter, Berlin u. a. 2015, ISBN 3-11-044117-9 (zugleich Habilitationsschrift, Wien 2011).
- als Herausgeber mit Rob Meens und Els Rose: Religious and Cultural Authority in a Textual Landscape. Studies in the Prague Sacramentary, a Late Eighth-Century Bavarian Manuscript (= Cultural encounters in Late Antiquity and the Middle Ages. Band 21). Brepols, Turnhout 2016, ISBN 9782503549200.